# バラキ公聴会

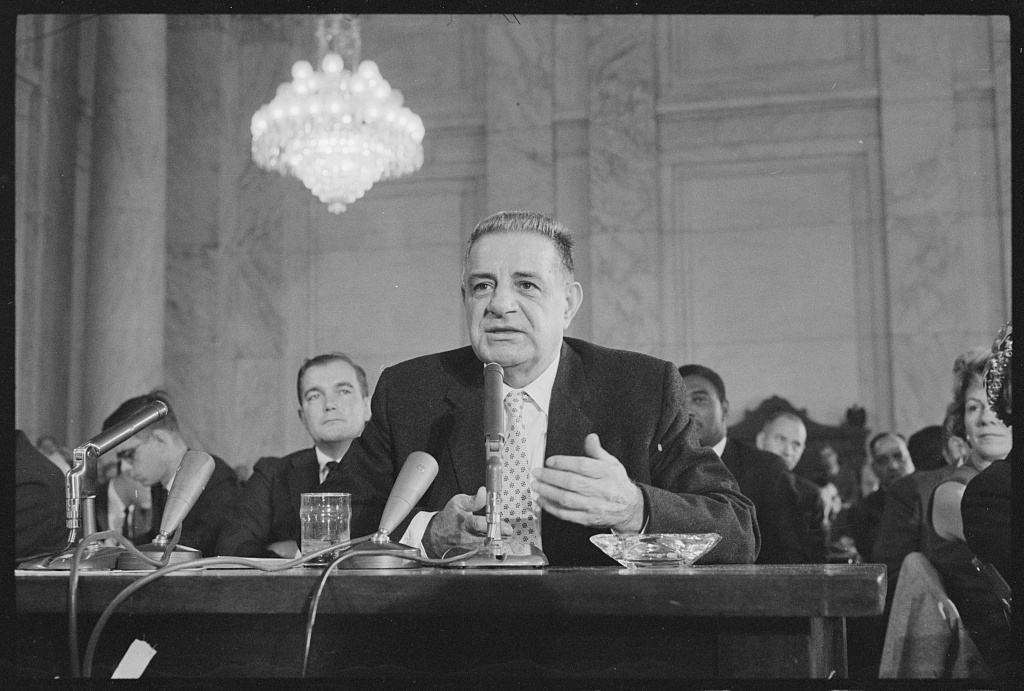
証言するジョセフ・ヴァラキ（バラキ）

バラキ公聴会（バラキこうちょうかい、Valachi hearings）または、主催委員会に由来してマクレラン委員会ないしマクレラン公聴会（マクレランいいんかい、-こうちょうかい、McClellan hearings）は、1963年に上院議員ジョン・マクレランによってアメリカ合衆国で開かれたマフィア構成員ジョセフ・ヴァラキに対する公聴会。ヴァラキの証言によって、それまで秘密主義を保っていたアメリカ国内で活動するイタリア系マフィアの内実が暴露され、テレビ放映によってアメリカ社会に広く知られることとなった。この公聴会では今日に知られるニューヨーク五大ファミリーやコミッション、さらにボスを頂点とするマフィアの組織構成が明かされた。また、特にシチリア系のマフィアを指すコーサ・ノストラ（cosa nostra）の用語も、この公聴会によって社会に知られるようになった 。

## 概要
1963年10月、マフィア構成員のジョセフ・ヴァラキは、ジョン・マクレラン上院議員が主催した組織犯罪に関する議会委員会、アメリカ上院政府運営委員会の常設調査小委員会において、アメリカ国内におけるマフィアの活動について、アメリカ国民に直接説明するという形で証言を行った。
ニューヨーク五大ファミリーの1つで、当時最大の勢力を誇ったジェノヴェーゼ・ファミリーの下級構成員であったヴァラキは、1959年に自らのボスであるドン・ヴィト・ジェノヴェーゼと共にヘロイン密売の容疑で刑務所に収監されていたが、ヴァラキが裏切ったと考えていたジェノヴェーゼより死の口づけ（処刑宣告のこと）を受けることとなった。このため、組織の怒りと死の恐怖に駆られたヴァラキは、より死の危険性が高くなることを知りながらも、マフィアに不利な証言を行い、その暗い実情について暴露することに同意した 。
ヴァラキはアメリカの対マフィア史において最初の政府証人であった。ヴァラキの証言以前は、連邦当局は国内のマフィアの存在に対する具体的な証拠を持っていなかった。彼が暴露した内容は、多くのマフィアの大物たちの追訴には直接は繋がらなかったが、その歴史や組織構成、作戦や儀式の詳細を明らかにしただけではなく、主要ファミリーの現役あるいは元構成員の名を数多く挙げた。
ヴァラキはコーサ・ノストラのソルジャーとしての生活を初めて明かし、組織犯罪の日常生活を生々しく証言した。このテレビ放映された公聴会は、マフィアが犯罪ビジネスをさらに発展させ、またそれらを守るために、日常的に暴力や脅迫といった行為を行っている実態を、一般のアメリカ人達に知らしめた。

## 明らかにされたもの

ヴァラキの証言に基づくマフィア組織（コーサ・ノストラ）の一般的な構成図

今日においてアメリカのマフィアについて一般に知られている情報の多くは、ヴァラキの証言によるものが最初であった。
ヴァラキは、マフィアの社会では自分たちのことをコーサ・ノストラ（Cosa Nostra）と呼び（イタリア語で「私たちのもの」の意）、「マフィア」と呼ぶのは部外者だと証言した。この指摘は当時、かなり注目を浴び、従来の「マフィア」の語は、「コーサ・ノストラ」に取って変わられた。なお、アメリカではコーサ・ノストラについて、イタリア語の定冠詞 "La" をつけて "La Cosa Nostra" と表記することがあるが、イタリアではこのような用法はなく、ヴァラキの証言とも異なる。
ヴァラキはまたマフィアの組織構造についても明らかにした。「ソルジャー」は「レジーム（体制）」ごとに統制され、それぞれを「カポ・レジーム」が率いる。各レジームは地域ごとのファミリーの下に統制され、トップに「カポ（ボス）」が君臨する。ボスらはシンジケートの監督・調停役である最高機関のコミッションを構成し、コーサ・ノストラの意思決定を行う。
これらシンジケートとファミリーの存在を示した上で、さらにヴァラキはニューヨーク五大ファミリーについてもその名前を明らかにした。彼の証言では元々のボスたちはラッキー・ルチアーノ、トミー・ガリアーノ、ジョゼフ・プロファチ、サルヴァトーレ・マランツァーノ、ヴィンセント・マンガーノの5名であり、1963年の時点で現在はトーマス・ルッケーゼ、ヴィト・ジェノヴェーゼ、ジョゼフ・コロンボ、カルロ・ガンビーノ、ジョゼフ・ボナンノの5人のボスに代替わりしていることを証言した。

## 影響
公聴会の1ヶ月後に起こったケネディ大統領暗殺事件はケネディ政権による対マフィア政策に陰りを見せさせた。しかし、ヴァラキの証言に一部起因して連邦議会は、連邦捜査局によるマフィア捜査を支援するため、最終的に暴力と賭博に関する2つの新しい連邦法を可決した。1968年の包括的犯罪取締及び街頭安全法では、特定の犯罪に対し裁判所命令を受けて電子機器を用いた情報収集を許可した。
1970年に成立したRICO法（Racketeer Influenced and Corrupt Organizations Act）では、犯罪組織による、その多様な組織犯罪に対して、直接の実行犯である構成員に対する命令や共謀の実態が不明確であっても、それを組織犯罪として起訴することを可能にした。1970年代後半までに捜査官による潜入捜査が拡大したことも手伝って、これらの規定により、1980年代にはFBIは伝統的なファミリーのほとんどすべてのボスたちを刑務所に収監することができた。

## バラキ文書
1964年、米国司法省はヴァラキに裏社会でのキャリアを書いた自分史の執筆を求めた。これまでの証言の間にある空白を埋めることを期待したものであったが、結果として彼の30年間の犯罪者としての経歴を綴った1,180ページに及ぶ原稿『ザ・リアル・シング（The Real Thing）』が完成した。
ニコラス・カッツェンバック司法長官は、ヴァラキの原稿の一般公開を許可した。これはヴァラキの話を公表することによって、法の執行を手助けし、他の犯罪情報提供者が名乗り出ることを期待してのものであった。サタデー・イブニング・ポスト紙にヴァラキの話を掲載した作家のピーター・マースは、原稿の編集を任され、ワシントンD.C.の留置場にて、ヴァラキへのインタビューも許可された。
イタリア系アメリカ人に対する名誉毀損防止組合（The American Italian Anti-Defamation League）は、この本が否定的な民族的固定観念を強化するという理由で、差し止めを求める全国的なキャンペーンを展開した。もし、差し止められなければ、ホワイトハウスに直接請願することを予告した。カッツェンバックは、リンドン・ジョンソン大統領との会談の後、出版許可を覆し、司法省を困惑させた。
1966年5月、カッツェンバックは地方裁判所にマースによる本の出版差し止めを求めた。結果、マースはヴァラキの回想録である原本の出版は認められなかったが、ヴァラキとのインタビューに基づいた第三者からの出版物は許可されることになった。これらは1968年に出版された『ヴァラキ文書』（日本語タイトルは『マフィア―恐怖の犯罪シンジケート』）の基礎となった。1972年には、これを原作として、チャールズ・ブロンソンがヴァラキを演じた映画『バラキ』が公開された。
フランシス・フォード・コッポラは『ゴッドファーザー PART II』（1974年）の監督解説の中で、マイケル・コルレオーネとフランク・ペンタンジェリの上院委員会での公聴会シーンは、バラキ公聴会を基にしたものであり、ペンタンジェリのモデルはヴァラキに近いと述べている。